# Мастеровой (роман)
The Fixer (Мастеровой) — роман Бернара Маламуда, опубликованный в 1966 году издательством Farrar, Straus & Giroux. Он получил Национальную книжную премию США за художественную литературу (во второй раз для Маламуда) и Пулитцеровскую премию за художественную литературу.
Мастеровой представляет собой беллетризованную версию «дела Бейлиса». Менахем Мендель Бейлис был евреем, несправедливо обвинённым и заключенным в царской России. «Дело Бейлиса» 1913 года вызвало международный резонанс, и Бейлис был оправдан судом присяжных.
По книге был снят одноименный фильм 1968 года с Аланом Бейтсом (Яков Бок) в главной роли, номинированный на «Оскар».

## Разногласия о плагиате
Потомки Менделя Бейлиса долгое время утверждали, что при написании «Мастерового» Маламуд заимствовал материал из английского издания мемуаров Бейлиса «История моих страданий» 1926 года. Один из сыновей Бейлиса сделал такие заявления в переписке с Маламудом, когда «Мастеровой» был впервые опубликован. В издании мемуаров Бейлиса 2011 года, совместно отредактированном одним из его внуков, утверждается, что Маламуд выявил 35 случаев плагиата.
Отвечая на обвинения потомков Бейлиса в плагиате, биограф Маламуда Филип Дэвис признал «некоторые близкие словесные параллели» между мемуарами Бейлиса и романом Маламуда. Однако Дэвис утверждал: «Когда это имело наибольшее значение, предложения [Маламуда] предлагали другое измерение и более глубокие эмоции».
Ученый-иудаист Майкл Тритт охарактеризовал отношения между «Мастеровым» Маламуда и «Историей моих страданий» Бейлиса как отношения «задолженности и инноваторства».

## Цензура
Эта книга была одной из нескольких, изъятых из школьных библиотек советом по образованию школьного округа Island Trees в Нью-Йорке, что стало предметом дела в Верховном суде США в 1982 году.

## В популярной культуре
В 7-м эпизоде 5-го сезона «Mad Men» персонаж Дон Дрейпер читает этот роман в постели и рекомендует его своей жене Меган.